# Temporada 2000-01 de los Philadelphia 76ers
La temporada 2000-2001 fue la quincuagésimo segunda de los Philadelphia 76ers en la NBA, y la trigésimo octava en Filadelfia, Pensilvania, tras haber jugado hasta entonces en Syracuse bajo el nombre de Syracuse Nationals. La temporada regular acabó con 56 victorias y 26 derrotas, ocupando el primer puesto de la conferencia Este, clasificándose para los playoffs, en los que cayeron en las Finales ante Los Angeles Lakers.

## Elecciones en elDraft
| Ronda | Puesto | Jugador                | Posición | Nacionalidad   | Universidad |
| ----- | ------ | ---------------------- | -------- | -------------- | ----------- |
| 1     | 20     | Craig "Speedy" Claxton | Base     | Estados Unidos | Hofstra     |
| 2     | 48     | Mark Karcher           | Escolta  | Estados Unidos | Temple      |

## Temporada regular
| División Atlántico   | División Atlántico | División Atlántico | División Atlántico | División Atlántico | División Atlántico | División Atlántico | División Atlántico | División Atlántico |
| Equipo               | G                  | P                  | %                  | PD                 | Casa               | Fuera              | Div                |                    |
| -------------------- | ------------------ | ------------------ | ------------------ | ------------------ | ------------------ | ------------------ | ------------------ | ------------------ |
| y-Philadelphia 76ers | 56                 | 26                 | .683               | –                  | 29–12              | 27–14              | 18–6               |                    |
| x-Miami Heat         | 50                 | 32                 | .610               | 6                  | 29–12              | 21–20              | 15–10              |                    |
| x-New York Knicks    | 48                 | 34                 | .585               | 8                  | 30–11              | 18–23              | 16–9               |                    |
| x-Orlando Magic      | 43                 | 39                 | .524               | 13                 | 26–15              | 17–24              | 14–10              |                    |
| e-Boston Celtics     | 36                 | 46                 | .439               | 20                 | 20–21              | 16–25              | 11–13              |                    |
| e-New Jersey Nets    | 26                 | 56                 | .317               | 30                 | 18–23              | 8–33               | 8–16               |                    |
| e-Washington Wizards | 19                 | 63                 | .232               | 37                 | 12–29              | 7–34               | 3–21               |                    |

## Playoffs

### Primera ronda
Philadelphia 76ers vs. Indiana Pacers
| Fecha       | Partido                                   | Ciudad       |
| ----------- | ----------------------------------------- | ------------ |
| 21 de abril | Philadelphia 76ers 78, Indiana Pacers 79  | Filadelfia   |
| 24 de abril | Philadelphia 76ers 116, Indiana Pacers 98 | Filadelfia   |
| 28 de abril | Indiana Pacers 87, Philadelphia 76ers 92  | Indianapolis |
| 2 de mayo   | Indiana Pacers 85, Philadelphia 76ers 88  | Indianapolis |
|             | Philadelphia 76ers gana las series 3-1    |              |

### Semifinales de Conferencia
Philadelphia 76ers vs. Toronto Raptors
| Fecha      | Partido                                    | Ciudad     |
| ---------- | ------------------------------------------ | ---------- |
| 6 de mayo  | Philadelphia 76ers 93, Toronto Raptors 96  | Filadelfia |
| 9 de mayo  | Philadelphia 76ers 97, Toronto Raptors 92  | Filadelfia |
| 11 de mayo | Toronto Raptors 102, Philadelphia 76ers 78 | Toronto    |
| 13 de mayo | Toronto Raptors 79, Philadelphia 76ers 84  | Toronto    |
| 16 de mayo | Philadelphia 76ers 121, Toronto Raptors 88 | Filadelfia |
| 18 de mayo | Toronto Raptors 101, Philadelphia 76ers 89 | Toronto    |
| 20 de mayo | Philadelphia 76ers 88, Toronto Raptors 87  | Filadelfia |
|            | Philadelphia 76ers gana las series 4-3     |            |

### Finales de Conferencia
Philadelphia 76ers vs. Milwaukee Bucks
| Fecha      | Partido                                     | Ciudad     |
| ---------- | ------------------------------------------- | ---------- |
| 22 de mayo | Philadelphia 76ers 93, Milwaukee Bucks 85   | Filadelfia |
| 23 de mayo | Philadelphia 76ers 78, Milwaukee Bucks 92   | Filadelfia |
| 26 de mayo | Milwaukee Bucks 80, Philadelphia 76ers 74   | Milwaukee  |
| 28 de mayo | Milwaukee Bucks 83, Philadelphia 76ers 89   | Milwaukee  |
| 30 de mayo | Philadelphia 76ers 89, Milwaukee Bucks 88   | Filadelfia |
| 1 de junio | Milwaukee Bucks 110, Philadelphia 76ers 100 | Milwaukee  |
| 3 de junio | Philadelphia 76ers 108, Milwaukee Bucks 91  | Filadelfia |
|            | Philadelphia 76ers gana las series 4-3      |            |

### Finales de la NBA
Los Angeles Lakers vs. Philadelphia 76ers
| Fecha       | Partido                                        | Ciudad     |
| ----------- | ---------------------------------------------- | ---------- |
| 6 de junio  | Los Angeles Lakers 101, Philadelphia 76ers 107 | Inglewood  |
| 8 de junio  | Los Angeles Lakers 98, Philadelphia 76ers 89   | Inglewood  |
| 10 de junio | Philadelphia 76ers 91, Los Angeles Lakers 96   | Filadelfia |
| 13 de junio | Philadelphia 76ers 86, Los Angeles Lakers 100  | Filadelfia |
| 15 de junio | Philadelphia 76ers 96, Los Angeles Lakers 108  | Filadelfia |
|             | Los Angeles Lakers gana las finales 4-1        |            |

## Estadísticas

### Temporada regular
| Jugador               | PJ | PT | MPP  | %TC  | %3P  | %TL   | RPP  | APP | ROB | TPP | PPP  |
| --------------------- | -- | -- | ---- | ---- | ---- | ----- | ---- | --- | --- | --- | ---- |
| Raja Bell             | 5  | 0  | 6.0  | .286 | .333 |       | .2   | .0  | .2  | .0  | 1.0  |
| Rodney Buford         | 47 | 0  | 12.2 | .432 | .421 | .828  | 1.6  | .4  | .4  | .1  | 5.3  |
| Matt Geiger           | 35 | 4  | 15.5 | .393 | .000 | .685  | 4.0  | .4  | .3  | .2  | 6.1  |
| Tyrone Hill           | 76 | 75 | 31.1 | .474 | .000 | .630  | 9.0  | .6  | .5  | .4  | 9.6  |
| Allen Iverson         | 71 | 71 | 42.0 | .420 | .320 | .814  | 3.8  | 4.6 | 2.5 | .3  | 31.1 |
| Jumaine Jones         | 65 | 0  | 13.3 | .444 | .333 | .755  | 2.9  | .5  | .5  | .2  | 4.7  |
| Toni Kukoč†           | 48 | 5  | 20.4 | .458 | .410 | .591  | 3.4  | 1.9 | .7  | .1  | 8.0  |
| George Lynch          | 82 | 80 | 32.3 | .445 | .263 | .719  | 7.2  | 1.7 | 1.2 | .4  | 8.4  |
| Todd MacCulloch       | 63 | 3  | 9.5  | .589 |      | .636  | 2.7  | .2  | .1  | .3  | 4.1  |
| Vernon Maxwell†       | 24 | 6  | 15.6 | .336 | .328 | .682  | 1.5  | 1.2 | .5  | .0  | 5.0  |
| Aaron McKie           | 76 | 33 | 31.5 | .473 | .312 | .768  | 4.1  | 5.0 | 1.4 | .1  | 11.6 |
| Roshown McLeod†       | 1  | 0  | 15.0 | .500 | .000 |       | 2.0  | .0  | .0  | .0  | 2.0  |
| Anthony Miller†       | 1  | 0  | 2.0  |      |      |       | .0   | .0  | .0  | .0  | .0   |
| Nazr Mohammed†        | 30 | 3  | 6.5  | .466 |      | .500  | 1.8  | .1  | .2  | .2  | 3.2  |
| Dikembe Mutombo†      | 26 | 26 | 33.7 | .495 |      | .759  | 12.4 | .8  | .3  | 2.5 | 11.7 |
| Kevin Ollie†          | 51 | 4  | 15.0 | .430 | .333 | .729  | 1.4  | 2.4 | .5  | .0  | 3.8  |
| Theo Ratliff          | 50 | 50 | 36.0 | .499 |      | .760  | 8.3  | 1.2 | .6  | 3.7 | 12.4 |
| Juan Ignacio Sánchez† | 24 | 0  | 4.8  | .429 | .000 | 1.000 | .6   | 1.5 | .4  | .0  | .8   |
| Eric Snow             | 50 | 50 | 34.8 | .418 | .263 | .792  | 3.3  | 7.4 | 1.5 | .1  | 9.8  |

### Playoffs
| Jugador         | PJ | PT | MPP  | %TC  | %3P  | %TL   | RPP  | APP | ROB | TPP | PPP  |
| --------------- | -- | -- | ---- | ---- | ---- | ----- | ---- | --- | --- | --- | ---- |
| Raja Bell       | 15 | 0  | 8.3  | .444 | .250 | .571  | .9   | .5  | 1.0 | .0  | 2.3  |
| Rodney Buford   | 15 | 0  | 4.8  | .333 | .500 | 1.000 | .8   | .2  | .3  | .1  | 1.4  |
| Matt Geiger     | 12 | 0  | 8.3  | .586 |      | 1.000 | 1.5  | .6  | .2  | .0  | 3.2  |
| Tyrone Hill     | 23 | 23 | 32.3 | .409 | .000 | .679  | 7.3  | .4  | .6  | .5  | 7.2  |
| Allen Iverson   | 22 | 22 | 46.2 | .389 | .338 | .774  | 4.7  | 6.1 | 2.4 | .3  | 32.9 |
| Jumaine Jones   | 23 | 14 | 19.4 | .416 | .250 | .714  | 3.7  | .7  | .4  | .5  | 5.5  |
| George Lynch    | 10 | 8  | 22.2 | .480 | .000 | .643  | 5.1  | 1.2 | 1.3 | .2  | 5.7  |
| Todd MacCulloch | 18 | 0  | 6.1  | .632 |      | .800  | 1.6  | .2  | .0  | .2  | 3.1  |
| Aaron McKie     | 23 | 16 | 38.8 | .415 | .422 | .787  | 5.2  | 5.3 | 1.5 | .1  | 14.6 |
| Dikembe Mutombo | 23 | 23 | 42.7 | .490 | .000 | .777  | 13.7 | .7  | .7  | 3.1 | 13.9 |
| Kevin Ollie     | 23 | 0  | 5.3  | .370 |      | .929  | .4   | 1.0 | .0  | .0  | 1.4  |
| Eric Snow       | 23 | 9  | 31.2 | .414 | .000 | .727  | 3.7  | 4.5 | 1.2 | .1  | 9.3  |

- † Indica jugador que perteneció a más de una plantilla durante la temporada. Las estadísticas solo reflejan su paso por los Sixers.

## Galardones y récords
| Jugador/Entrenador | Galardón                                                                                          |
| Allen Iverson      | MVP de la NBA Mejor quinteto de la NBA All-Star                                                   |
| Dikembe Mutombo    | Mejor Defensor de la NBA 2.º Mejor quinteto de la NBA Mejor quinteto defensivo de la NBA All-Star |
| Aaron McKie        | Mejor Sexto Hombre de la NBA                                                                      |
| Larry Brown        | Entrenador del Año de la NBA                                                                      |
| Theo Ratliff       | All-Star                                                                                          |